# Natacha et les Petits Miquets
Natacha et les Petits Miquets est la treizième histoire de la série Natacha de Mittéï et François Walthéry. Elle est publiée pour la première fois du no 2122 au no 2132 du journal Spirou.

## Publication

### Album
Publié en seconde partie de l'album n°7, L'hôtesse et Monna Lisa (1979).

### Documentation
- Alain De Kuyssche, « Natacha : Des petits miquets à l'âge adulte », dans Natacha t. 3 : Voyages à travers le temps, Dupuis, 2009 (ISBN 978-2-8001-4272-2), p. 2-30.